# Мостовий перевантажувач
Мостовий перевантажувач (перевантажувальний міст) (рос. мостовой перегружатель, англ. bridging loader, loading crane, нім. Verladebrücke f) – кран підіймальний мостового типу, яким перевантажують сипкі вантажі. 
Вантажопідйомність мостового перевантажувача 5 – 30 т, швидкість переміщення 10 – 30 м/хв. 